# PURA-Syndrom
Das PURA-Syndrom ist eine sehr seltene angeborene neuronale Entwicklungsstörung, die bereits beim Neugeborenem oder Kleinkind auffällt mit Muskelhypotonie, Essstörungen, übermäßiger Schläfrigkeit, Epilepsie, und Entwicklungs- und Sprachverzögerung.  Abgesehen von Hypotonie, welche fast alle Patienten betrifft, treten die Symptome in unterschiedlicher Häufung auf. Die Gendefekte treten im Allgemeinen als de novo Mutationen auf.
Synonyme sind: PURA-bedingte neurologische Entwicklungsstörung, englisch PURA-related neurodevelopmental disorder, PURA-related severe neonatal hypotonia-seizures-encephalopathy syndrome.
Patienten mit Deletionen des genomischen Lokus, welcher das PURA-Gen einschließt, haben das sogenannte 5q31.3 deletion syndrome. Ihre Symptome unterscheiden sich von Patienten mit klassischen PURA-Syndrom.
Das PURA-Syndrom wurde erstmals im Jahre 2014 zeitgleich von den US-amerikanischen Ärzten Seema Lalani und Mitarbeitern (Baylor College of Medicine, USA) sowie den britischen Ärzten David Hunt und Diana Baralle (University of Southampton, UK) beschrieben. Diesen Studien lagen zusammen 15 Fälle vor, darunter Hypotonie bei Neugeborenen,  (oft – aber nicht immer – mit Epilepsie einhergehend) und schwere Entwicklungsverzögerung.

## Verbreitung
Die Häufigkeit ist nicht bekannt, bislang wurde in der Literatur über 100 Betroffene berichtet. Schätzungen zufolge ist der PURA-Gendefekt die Ursache für 1 % aller Fälle von Entwicklungsverzögerungen. Die Vererbung erfolgt autosomal-dominant.
Es werden immer wieder Patienten entdeckt, bei denen entweder lange Zeit keine Diagnose gestellt wurde, oder bei denen fälschlicherweise andere Krankheiten (wie das Angelman-Syndrom) mit ähnlichem Erscheinungsbild diagnostiziert wurden. Bis zum April 2025 hat die US-basierte PURA-Syndrom-Stiftung (PURA Syndrome Foundation) weltweit über 750 Patienten anerkannt. Es ist unbekannt, inwieweit Patienten mit PURA-Syndrom eine verkürzte Lebenserwartung haben. Die ältesten genetisch diagnostizierten Patient sind jedoch über 50 Jahre alt.

## Ursache
Der Erkrankung liegen Mutationen im PURA-Gen auf Chromosom 5 auf Genort q31.3 zugrunde.
Dieses auch als MRD31, PUR-ALPHA, PURALPHA oder PUR1 bezeichnete Gen kodiert für das „Purin-reiche-ssDNA bindende Protein alpha“ (englisch purine-rich single-stranded DNA-binding protein alpha, alias purine rich element binding protein A), auch Transkriptionsaktivator-Protein Pur-alpha (transcriptional activator protein Pur-alpha). 2021 wurde die Vereinheitlichung der Nomenklatur entsprechend internationaler Konventionen vorgeschlagen. Seitdem setzt sich in der Literatur zunehmend die Bezeichnung PURA-Protein, analog zum PURA-Gen, durch.
Dieses Gen ist essentiell für die Bildung des DNA- und RNA-Bindeproteins PURA, das die Aktivitäten tausender anderer Gene steuert. Frühere Behauptungen, dass PURA für die Replikation von Genen unerlässlich sei, wurden jedoch nicht bestätigt.
Es gibt Anzeichen dafür, dass PURA wichtig ist für die normale Entwicklung des Gehirns, indem es möglicherweise das Wachstum und die Teilung von Neuronen steuert, sowie die Bildung und Reifung von Myelin bewirkt, einer Substanz, die die Nerven schützt und eine effiziente Übertragung von Nervenimpulsen fördert. Diese Hypothesen bedürfen jedoch weiterer Forschung bevor man sie als gesichert werten kann.

## Klinische Erscheinungen
Patienten mit dieser Störung (in der Regel Kinder, aber auch Erwachsene) zeigen in der Regel folgende Symptome:
- ausgeprägt verzögerte Entwicklung
- verlangsamtes Sprechen
- Gleichgewichtsstörungen und Gehschwierigkeiten (Betroffene lernen das Gehen möglicherweise später als der Durchschnitt oder werden sogar nie gehfähig)
- Hypotonie
- Schwierigkeiten bei der Nahrungsaufnahme (mit Dysphagie, d. Schluckstörung  als eine der Ursachen)
- Epilepsie
- Exzessive Tagesschläfrigkeit
- Chronische Hypothermie (Unterkühlung)
- Apnoe (Atemstillstand)
- Hypoventilation
- Kyphose und Skoliose (verschiedene formen der Wirbelsäulenverkrümmung)
- Sehstörungen, insbesondere Strabismus (Schielen) und Nystagmus (Augenzittern)

Atemprobleme verschwinden oft nach dem ersten Lebensjahr. Bei klinischen Eingriffen sind Besonderheiten aufgrund der Symptomatik zu beachten. So wurde für die Anästhesie von PURA-Patienten bereits eine Empfehlung erarbeitet.

## Diagnostik
Eine gesicherte Diagnostik ist ausschließlich über eine Genomanalyse (idealerweise von Patient und den Eltern) in einer dafür anerkannten Institution möglich.

## Differentialdiagnostik
Abzugrenzen sind das Angelman-Syndrom, die Myotone Dystrophie Typ 1, das Pitt-Hopkins-Syndrom, Prader-Willi-Syndrom, Rett-Syndrom sowie das Undine-Syndrom.